# سابا پاشا (حی)
سابا باشا (به عربی: سابا باشا) یک محله در مصر است که در استان اسکندریه واقع شده‌است.